# Marvin Wanitzek
Marvin Wanitzek (* 7. Mai 1993 in Bruchsal) ist ein deutscher Fußballspieler. Aktuell steht er beim Karlsruher SC unter Vertrag.

## Karriere
Wanitzek wechselte in der Jugend vom FV Ubstadt zunächst zur TSG Hoffenheim. 2010 schloss er sich dem FC-Astoria Walldorf an. Er debütierte am 17. Mai 2012 gegen den FC 08 Villingen am 32. Spieltag der Saison 2011/12 für die erste Mannschaft von Walldorf in der Oberliga Baden-Württemberg. In der Oberligaspielzeit 2012/13 absolvierte Wanitzek 27 weitere Ligaspiele für den FC-Astoria Walldorf und erzielte dabei sieben Tore. Zur folgenden Saison wechselte er zur zweiten Mannschaft des VfB Stuttgart.
Für den VfB Stuttgart II gab Marvin Wanitzek am 20. Juli 2013 am 1. Spieltag der Saison 2013/14 in der 3. Profi-Liga gegen Borussia Dortmund II sein Profidebüt. Zur Spielzeit 2015/16 wurde er in den Kader der Bundesligamannschaft des VfB befördert. Sein Pflichtspieldebüt für die erste Mannschaft der Stuttgarter gab Wanitzek am 28. Oktober 2015 im DFB-Pokal 2015/16 gegen den FC Carl Zeiss Jena. Am 29. November 2015 absolvierte er mit dem VfB Stuttgart gegen Borussia Dortmund sein erstes Spiel in der Bundesliga. Es blieb sein einziger Saisoneinsatz. Mit der zweiten Mannschaft des VfB stieg er 2016 aus der 3. Liga ab.
Zur Saison 2017/18 wechselte Wanitzek für eine Ablösesumme von 95.000 Euro zum Karlsruher SC, bei dem er einen bis 2020 laufenden Vertrag unterzeichnete. Damit war er der teuerste Zugang in der 3. Liga zur Saison 2017/18. Sein erstes Pflichtspiel für Karlsruhe absolvierte er am 21. Juli 2017, dem 1. Spieltag der Saison 2017/18, beim 2:2 gegen den VfL Osnabrück, als er in der 83. Spielminute für Anton Fink eingewechselt wurde. Sein erstes Pflichtspieltor für den KSC erzielte Wanitzek am 29. Oktober 2017 (14. Spieltag) mit einem Distanzschuss zum 1:0-Endstand beim Heimsieg gegen den 1. FC Magdeburg. Wanitzek absolvierte bis auf das Hinspiel gegen den SC Fortuna Köln, in dem er gelb-rot-gesperrt war, jedes Ligaspiel und trug mit drei Toren und neun Torvorlagen dazu bei, dass der KSC am Saisonende die Aufstiegsrelegation erreichen konnte. Dort scheiterte man jedoch am FC Erzgebirge Aue. Auch in der folgenden Spielzeit 2018/19 verpasste Wanitzek nur ein Spiel gelbgesperrt. Als Stammspieler im zentralen Mittelfeld und mit sechs erzielten und sieben vorbereiteten Treffern hatte er wesentlichen Anteil am Aufstieg in die 2. Bundesliga. Im Januar 2020 verlängerte er seinen Vertrag bis 2024 und rettete sich mit dem KSC am letzten Spieltag gegen die SpVgg Greuther Fürth. Dazu trug er sechs Tore und zwölf Assists bei und war nach Philipp Hofmann bester Scorer im Team. Zur Saison 2020/21 wurde er hinter Jerôme Gondorf stellvertretender Kapitän beim KSC.
2023 unterschrieb er beim KSC einen Vertrag bis 2027. Seit der Saison 2024/25 ist Wanitzek Kapitän der Mannschaft des Karlsruher SC. Seine Bedeutung für den Verein steigerte sich in dieser Saison noch weiter, da Wanitzek mit 15 Treffern und 13 Torvorlagen in Liga und Pokal zum Topscorer avancierte.

## Erfolge
Karlsruher SC
- Aufstieg in die 2. Bundesliga mit dem Karlsruher SC: 2019